# Lycosa hildegardae
Lycosa hildegardae là một loài nhện trong họ Lycosidae.
Loài này thuộc chi Lycosa. Lycosa hildegardae được Casanueva miêu tả năm 1980.